# Aleksandar Marton (političar)
Aleksandar Marton (Zrenjanin, 24. veljače 1976.), srbijanski je političar i glasnogovornik Lige socijaldemokrata Vojvodine.

## Životopis
Rođen je u Zrenjaninu. U Zrenjaninu je završio osnovnu školu i gimnaziju. Na Fakultetu za europske pravne i političke studije u Novom Sadu stekao je zvanje politikologa. Bio je 2004. kandidat za gradonačelnika Zrenjanina ispred LSV-a. Narodni poslanik Skupštine Srbije bio je u sazivu 2007.-2008. godine. 
Od 2004. do 2006. obnašao je dužnost zamjenika predsjednika Skupštine općine Zrenjanin, a u prethodnom sazivu nalazio se na funkciji predsjednika gradske skupštine. U skupštini grada Zrenjanina biran je za odbornika u tri saziva. Od 2008. do 2012. bio je na funkciji Predsjednika Skupštine grada Zrenjanina.
Bio je pokrajinski zastupnik u skupštini Vojvodine.
Član Lige socijaldemokrata Vojvodine postaje 1996. godine. Od 2008. na mjestu je potpredsjednika stranke. 
Hrvatskoj javnosti je poznat po tome što je u svojstvu predsjednika SO Zrenjanin, na svoj osobni zahtjev službeno primio skupinu hrvatskih logoraša i tom prilikom im obećao postavljanje spomen-ploče u zatvoru u Sremskoj Mitrovici. Pažnju javnosti skrenuo je 2009. kada se sastao s delegacijom hrvatskog udruženja “Vukovar 1991″ i podržao njihovu inicijativu o postavljanju spomen-ploča u selima Stajićevo i Begejci, gdje su tijekom rata bili smješteni hrvatski zarobljenici. Zbog tog postupka, oglasila se Partija veterana Srbije, osudivši njegovo istupanje i djelovanje, a nacionalistički krugovi spočitali su mu hrvatsku nacionalnost. Bilo je ružnih riječi, verbalnih napada i prijetnji smrću. Policija Srbije odmah je reagirala pružajući gospodinu Martonu punu zaštitu i policijsku pratnju. 
Od 2017.godine obnaša dužnost predsjednika Udruženja antifašista Zrenjanina. 

## Vanjske poveznice
- Aleksandar Marton o prijemnim ispitima na manjinskim jezicima, 08.04.2015. , kanal Lige socijaldemokrata Vojvodine